# Ayoreo
L'ayoreo, zamuco, morotoco o moro és una llengua que pertany a la família zamuca i que es parla tant a Bolívia com al Paraguai. El nom ayoreo és més comú a Bolívia i és utilitzat per fer referència tant a la llengua com al grup ètnic. Al Paraguai, s'utilitza més el nom 'morotoco' o 'moro'.
Des de la promulgació del decret suprem núm. 25894 l'11 de setembre de 2000 l'ayoreo és una de les llengües indígenes oficials de Bolívia. Va ser inclòs en la Constitució Política promulgada el 7 de febrer de 2009 (sota el nom de zamuco).

## Ús i distribució
A Bolívia, l'ayoreo compta amb 1398 parlants majors de 4 anys i, per tant, és una llengua que es troba en perill d'extinció (Crevels i Muysken, 2009:15; Crevels, 2012:171). Segons Bertinetto (2012), la majoria dels ayoreos viuen en comunitats petites que són (o solien ser) construïdes al voltant d'una missió evangèlica o catòlica. Fora de la comunitat establerta a Santa Cruz de la Sierra, els ayoreos viuen encara en entorns rurals on segueixen el seu estil de vida de caçadors-recol·lectors, tal com solien ser-ho fins a l'assentament. Bertinetto (2012) assenyala, a més, que pràcticament tots els ayoreos parlen el seu idioma fluidament i el fan servir diàriament. No obstant això, moltes paraules que pertanyen a la seva cultura tradicional a poc a poc ja no són enteses. Pel que fa a la presència del castellà a les comunitats, l'autor indica que la majoria dels homes, excepte per la gent gran, tenen almenys una mica de coneixement del castellà. Alguns fins i tot el parlen molt fluidament. Les dones també poden arribar a tenir aquesta fluïdesa, encara que amb menor freqüència. Els nens reben avui dia una mica de educació escolar en castellà, per la qual cosa és previsible que el bilingüisme augmenti ràpidament.

## Classificació
L'ayoreo pertany a la família lingüística anomenada zamuco, escrita també com 'samuco'. Segons Bertinetto (2012), l'únic altre idioma existent que pertany a aquesta família és el chamacoco, parlat al nord-est de Paraguai, en un territori adjacent a l'ocupat tradicionalment pels Ayoreos. Tot i la proximitat geogràfica, els dos idiomes no semblen compartir més del 30% del seu lèxic, però comparteixen similituds morfològiques notables. Com sosté l'autor, l'existència d'aquestes similituds fa pensar que l'ayoreo i el chamacoco han hagut de tenir un avantpassat comú, tot i la divergència considerable dels seus vocabularis respectius.